# Liste der Mitglieder der American Academy of Arts and Sciences/1829
Im Jahr 1829 wählte die American Academy of Arts and Sciences eine Person zu ihren Mitgliedern.

## Neugewähltes Mitglied
- Abel Lawrence Peirson (1794–1853)